# Templeton (Devon)
Pour les articles homonymes, voir Templeton.
Templeton est un hameau et une paroisse civile du Devon, situé dans le sud-ouest de l'Angleterre. 